# NEdit
NEdit (Nirvana Editor) è un editor di testo sviluppato per l'X Window System (Motif/X11) dei sistemi open source, che combina all'interfaccia utente facile da utilizzare, ampie funzionalità ed elevata stabilità.
Risultato dallo sforzo di sviluppatori volontari, ha alle spalle un'ampia comunità di sviluppatori ed utilizzatori. Dalla versione 5.1 è distribuito con i termini della GNU General Public License.
Sviluppato originariamente su un sistema Unix, è oggi disponibile su tutti i principali sistemi Unix e GNU/Linux ma può funzionare anche su altri sistemi, come il macOS, OS/2 e Microsoft Windows.
Il progetto non ha più avuto aggiornamenti significativi da ottobre 2004 ed il suo sviluppo pare definitivamente cessato da ottobre 2012.